# An Economic Interpretation of the Constitution of the United States
An Economic Interpretation of the Constitution of the United States ist der Titel einer einflussreichen, 1913 veröffentlichten Arbeit des US-amerikanischen Historikers Charles A. Beard. Die für die sogenannte „progressive historiography“ in den USA zentrale Studie leuchtet anhand zeitgenössischer Quellen detailliert den sozioökonomischen Bezugsrahmen aller im Jahr 1787 an der Diskussion und abschließenden Fixierung der US-Verfassung beteiligten Einzelpersonen aus und argumentiert, dass deren aus der jeweiligen Struktur von Eigentum, Einkommen und Besitz resultierende Klassen- und Interessenlage Form und Inhalt des Verfassungsdokuments entscheidend geprägt hat. Beard brach durch diesen materialistischen Ansatz radikal mit den bis dahin uneingeschränkt dominierenden Darstellungen, die die sogenannten Founding Fathers wahlweise als außergewöhnliche, idealistische Einzelpersonen, als höchsten Ausdruck eines spezifisch angelsächsischen „political genius“ oder gar als direkt von „divine guidance“ gelenkt porträtiert hatten.

## Inhalt

### Ausgangspunkt
Als zentrales Defizit des politischen und historischen Denkens in den USA galt dem Autor bei Abfassung seiner Studie die alles überwölbende Dominanz abstrakter Prinzipien (Freiheit, Gewaltenteilung, Föderalismus, Individuum usw.), die, so Beard, als „amerikanisch“ identifiziert und als – unverstandene – Argumente in unterschiedlichsten Auseinandersetzungen über Probleme der Tagespolitik oder der Vergangenheit verwendet würden, ohne dass jemals ihre genaue soziale Herkunft, ihr ursprünglicher Zweck und Inhalt angemessen untersucht worden wären – „the absence of any consideration of the social and economic elements determining the thought of the thinkers themselves“. Dies sei Folge einer verbreiteten naiven, aber gleichwohl wirkmächtigen Illusion, die die Verfassung als das Ergebnis einer repräsentativen Beratung „by the whole people and having no interest or advantage of any particular group or class“ imaginiere. Schon ein flüchtiger Blick auf die Ursprünge der Verfassung zeige allerdings, dass es Unsinn sei, „the people“ als „the original source of all political authority exercised under it“ anzusprechen. Beard wollte solchen spekulativen Unterstellungen den an den Quellen geführten Nachweis eines zentralen ökonomischen Nutzenkalküls entgegenstellen, auf dessen Grundlage sich im Sommer des Jahres 1787 eine Koalition gebildet habe, die die Verfassung schließlich gegen eine starke Opposition durchsetzte.
„The point is, that the direct, impelling motive (...) was the economic advantages which the beneficiaries expected would accrue to themselves first, from their action.“
Methodisch stützte sich Beard bei der Formulierung der Hypothese eines „economic determinism“ in der Genese der US-Konstitution auf Anregungen der in Europa aufgekommenen soziologischen Rechtsdiskussion, insbesondere auf Rudolf von Ihering, knüpfte aber auch an Texte sozialistischer Autoren an. Von hier ausgehend formulierte er seine primäre Annahme:
„Law does not 'grow', but is, in fact, 'made' - adapted to precise interests which may be objectively determined.“

### Zentrale Ergebnisse
Nach Beard setzte eine an deren unmittelbaren ökonomischen Ergebnissen interessierte Eigentümergruppe die Verfassung in einer Art „Konterrevolution“ auf dem Höhepunkt einer nicht mehr kontrollierbaren, auch Jahre nach dem Ende des Unabhängigkeitskrieges immer weiter zunehmenden wirtschaftlichen und sozialen Zerrüttung (siehe dazu Shays’ Rebellion) durch. Im Mittelpunkt der Auseinandersetzung hätten dabei Schulden (der Privatpersonen, der einzelnen Staaten, der Zentralgewalt) sowie die grundsätzliche Frage, auf welchen Wegen und mit welchen Mitteln das Privateigentum und die sich aus diesem Eigentum ergebenden Ansprüche abgesichert werden könnten, gestanden.
„The Constitution was essentially an economic document based upon the concept that the fundamental private rights of property are anterior to government and morally beyond the reach of popular majorities.“
Beard setzt dabei etwas Wissen über die schon zu seiner Zeit vom historischen Gedächtnis weitgehend vergessene „erste Verfassung“ voraus: die aus dem Unabhängigkeitskrieg hervorgegangene Nation gründete sich staatsrechtlich bis zum Sommer 1787 ausschließlich auf die Verfassungen der Einzelstaaten sowie auf die vom zweiten Kontinentalkongress verabschiedeten Konföderationsartikel. Die Staaten waren voneinander unabhängig und lediglich lose durch den Kongress verbunden, in den jeder Staat einen stimmberechtigten Vertreter entsandte. Die Zentrale agierte, abgesehen vom Münz- und Postwesen sowie den sogenannten „Indianerangelegenheiten“, fast ohne garantierte Kompetenzen und mit lediglich minimalen, selbst hierfür vollkommen unzureichenden Finanzmitteln.
Zum zentralen, durch diese Konstruktion verursachten Problem hätten sich die während und nach dem Unabhängigkeitskrieg angehäuften Schulden der Einzelstaaten und der Zentrale entwickelt: nach Beard beliefen sie sich um 1787 allein in staatlichen Anleihepapieren auf die gewaltige Summe von ca. 60 Millionen Dollar (zum Vergleich: das gesamte versteuerbare unbewegliche Vermögen in den 13 Staaten belief sich zu diesem Zeitpunkt auf höchstens 400 Millionen Dollar). Dazu kamen noch die Schulden der Privatpersonen, hauptsächlich der kleinen und großen Landeigentümer. Sowohl die öffentliche Hand als auch Privatleute hatten zu diesem Zeitpunkt Tilgungs- und Zinszahlungen weitgehend eingestellt; der Kurs der Staatspapiere war teilweise auf ein Zwanzigstel ihres Nominalwertes gefallen, sie waren also praktisch wertlos. Die im großen Stil betriebene Bodenspekulation „in western lands“ habe am Rande des Zusammenbruchs gestanden, da die handlungsunfähige Zentrale die Sicherheit dieser Gebiete – ganz zu schweigen von ihrer weiteren Ausdehnung, Besiedlung und Wertsteigerung – nicht habe gewährleisten können.
In dieser Situation unternahmen – so Beard – die vor dem Ruin stehenden Vermögenden (insofern sie Gläubiger oder Spekulanten waren) den erfolgreichen Versuch, durch einen Umsturz der staatsrechtlichen Grundlagen eine starke, die Tilgung der Schulden („a government with an adequate taxing power“) sowie generell alle – nach innen und außen – aus Privateigentum resultierenden Nutzungs- und Verwertungsansprüche garantierende Bundesgewalt zu schaffen.
Beard unterstrich den „Klassencharakter“ dieser Bewegung durch den Nachweis, dass die übergroße Mehrheit der Bevölkerung („the slaves, the indented servants, the mass of men who could not qualify for voting under the property tests (...) and women“) ohne jeden Einfluss auf die entstehenden Grundlagendokumente war; er errechnete, dass aufgrund der restriktiven Eigentums- und Vermögensnachweise maximal 160.000 Männer (wahrscheinlich aber deutlich weniger), natürlich meist mittelbar über gewählte oder ernannte Vertreter, an der Verfassungsdiskussion bzw. -ratifikation teilgenommen haben.
Die durch Beard intensiv durchgeführte Auswertung der jeweiligen „economic biography“ dieser auf einzelstaatlicher und nationaler Ebene effektiv handelnden Vertreter belege, dass alle Personen mit Finanz- bzw. Handelsinteressen („merchants, money lenders, security holders, manufacturers, shippers, capitalists, (...) financiers and their professional associates“) entschieden für die Konstitution eintraten, während die nachdrücklichste Opposition ebenso eindeutig von Schuldnern, fast ausschließlich Farmer und Grundbesitzer, kam. Die soziale Basis dieser (lediglich) Land besitzenden „freeholders“ nannte Beard „real property“, die der hauptsächlich städtisch-merkantilen Finanzinteressenten demgegenüber „personal property“. Der Änderungswille im und um den Konföderationskongress sei eindeutig von der zuletzt genannten Gruppe ausgegangen:
„If we may judge from the politics of the Congress under the Articles of Confederation, two related groups were most active: those working for the establishment of a revenue sufficient to discharge the interest and principal of the public debt, and those working for commercial regulations advantageous to personalty operations in shipping and manufacturing and in western land speculations.“
Grundsätzlich seien die verschuldeten Grundbesitzer an der Konzentration einer durch sie kontrollierbaren „demokratischen“ Macht bei den Gemeinden, einer schwachen, nach innen nicht konfliktfähigen zentralen Staatsgewalt, einer partiellen oder vollständigen Schuldenstreichung sowie der Einführung von Papiergeld – in Summe also an der Beibehaltung der Konföderation – interessiert gewesen. Diese Fraktion sei aber, so Beard, sozial und nicht zuletzt geographisch zu fragmentiert gewesen, um die Begrenzung ihres maximal einzelstaatlichen Horizonts zu überwinden und sich zu einer wirklich nationalen politischen Kraft aufzuschwingen. Im Verfassungskonvent sei ihr Widerstand wegen dieses Organisations- und Mobilitätsnachteils letztlich gebrochen worden bzw. von Anfang an strukturell unterlegen gewesen; allerdings habe bei der letzten Entscheidung auch eine Rolle gespielt, dass die Befürworter der Verfassung die ehemaligen Offiziere der Kontinentalarmee nahezu geschlossen hinter sich sammeln konnten, namentlich Washington – „probably the richest man in the United States in his time“. Aus dieser Richtung sei mehr als einmal zumindest indirekt mit einem militärischen Staatsstreich und sogar mit der Etablierung einer monarchischen Staatsform gedroht worden. 1786 schrieb der nachmalige erste Secretary of War Henry Knox mit Blick auf die Unruhen in Massachusetts in diesem Sinne an Washington:
„They [die Aufständischen um Shays] feel at once their own poverty, compared with the opulent, and their own force, and they are determined to make use of the latter, in order to remedy the former. (...) In a word they are determined to annihilate all debts public and private and have agrarian Laws. (...) This dreadful situation has alarmed every man of principle and property in New England. (...) Our government must be braced, changed, or altered to secure our lives and property.“
„The political science of the new system“ sah Beard in den Federalist Papers in vollkommener Manier geleistet; deren Argumentation kreise, wie er ausführlich zu zeigen versuchte, nahezu permanent um „territory, commerce, the national debt, and violations of contractual rights in property“, freilich oft in ideologischer Verbrämung. Dennoch lag nach Beard die eigentliche historische Pointe in dem Umstand, dass an politischer Philosophie ziemlich wenig, an einer ex- und intensiv fortschreitenden kapitalistischen Erschließung Nordamerikas dafür aber umso mehr interessierte Finanz- und Bodenspekulanten das Verfassungsdokument initiiert und durchgesetzt haben:
„The Constitution (...) was the work of a consolidated group whose interests knew no state boundaries and were truly national in their scope.“

## Rezeption
Anfänglich wurde die Studie ignoriert oder – vor allem von der Rechts- und Politikwissenschaft – mit „indignant fury“ bekämpft; auch der der üblichen Auslegung und Kommentierung der Verfassung mitunter kritisch gegenüberstehende Bundesrichter Holmes nannte sie „outrageous“. Beard verließ die Columbia-Universität 1917 nicht zuletzt wegen einer von der New York Times gegen ihn geführten Kampagne. Da er sich wiederholt mit als „subversiv“ bekämpften politischen Strömungen solidarisierte (etwa während der Palmer Raids 1919/1920), galten seine Arbeiten bis in die 20er Jahre hinein als nicht diskussionswürdig.
Mit der Zeit, besonders unmittelbar vor und während der New-Deal-Ära, entwickelten seine Positionen jedoch eine vergleichsweise große Breitenwirkung. Eine von ihm und seiner Frau, der Historikerin und Frauenrechtlerin Mary R. Beard, verfasste und erstmals 1927 veröffentlichte Geschichte der USA (The Rise of American Civilization) verallgemeinerte seine grundlegenden Ergebnisse; sie war sowohl fachwissenschaftlich als auch beim Publikum ein großer Erfolg und erlebte bis in die 40er Jahre hinein mehrere, ständig erweiterte Neuauflagen. Einige Historiker, aber auch andere Intellektuelle sowie Teile des politischen, journalistischen und administrativen Establishments waren vor dem Hintergrund der tiefgehenden Staats- und Gesellschaftskrise bereit, mit der bis dahin als selbstverständlich vorausgesetzten affirmativen Grundhaltung zumindest ansatzweise zu brechen und wesentliche Probleme von Geschichte und Gegenwart der Vereinigten Staaten aus der Perspektive von „Eigentum“ und „Klasse“ zu diskutieren.
Beards erneute – und bis in die Gegenwart anhaltende – Marginalisierung begann, als er sich im Vorfeld des amerikanischen Eintritts in den Zweiten Weltkrieg den ihm an sich politisch fernstehenden Isolationisten anschloss, da er die interventionistische Außenpolitik der Roosevelt-Administration als imperialistisch ansah und ablehnte. Damit war er unter linksliberalen Akademikern, die seinen Thesen bis dahin große Akzeptanz entgegengebracht hatten, schlagartig nicht mehr zitierfähig. Bestimmte Aussagen Beards – etwa die, dass die sklavenhaltenden Grundeigentümer in der Frühphase der USA die Vorkämpfer einer „demokratischen Tendenz“ gewesen seien – machten vor dem Hintergrund der Bürgerrechtsdebatten der Nachkriegsjahrzehnte eine erneute Annäherung nahezu unmöglich. Ein Übriges tat die während der 50er und 60er Jahre von konservativen „Revisionisten“ um Forrest McDonald in der Fachwissenschaft durchgesetzte Annahme, man könne angesichts der Vielzahl verschiedener – „individueller“ – ökonomischer Interessen in den USA analytisch überhaupt nicht von verfestigten sozialen Klassen oder Gruppen sprechen, also auch nicht nachweisen, dass die Verfassung Ausdruck und Dokument von Klasseninteressen sei. Neuere Untersuchungen zu diesem Gegenstand – etwa die 2001 mit dem Pulitzer-Preis ausgezeichnete Arbeit von Joseph J. Ellis – verzichten in dieser Tradition fast völlig auf eine sozialgeschichtliche Einordnung oder Bezüge zu den früheren Debatten um Beard und sind erstaunlich oft lediglich Ansammlungen biographischer Anekdoten über die „Revolutionary Generation“. Allerdings sind einige wesentliche inhaltliche Pionierleistungen Beards, in erster Linie Eckdaten zur sozialen und ökonomischen Entwicklung in den Gründungsjahrzehnten der Vereinigten Staaten, stillschweigend in den akzeptierten historiographischen Kanon aufgenommen worden.